# Izsak (Mondkrater)
Izsak ist ein Einschlagkrater auf der Rückseite des Mondes, und kann deshalb von der  Erde aus nicht direkt beobachtet werden. Er liegt auf halber Strecke zwischen den großen Kratern Fermi im Nordosten und Milne im Südwesten. Direkt südlich liegt der größere Krater Schaeberle.
Izsak bildet eine kreisförmige, nahezu symmetrische Formation mit einem scharfkantigen Kraterrand, der nur geringfügig erodiert ist. Im Mittelpunkt des Kraterbodens erhebt sich ein kleiner Zentralgipfel.
| Buchstabe | Position            | Durchmesser | Link |
| --------- | ------------------- | ----------- | ---- |
| T         | 23,34° S, 115,22° O | 14 km       |      |